# Culicoides papillatus
Culicoides papillatus är en tvåvingeart som beskrevs av Khamala 1991. Culicoides papillatus ingår i släktet Culicoides och familjen svidknott.
Artens utbredningsområde är Kenya. Inga underarter finns listade i Catalogue of Life.